# محمية جبل السلاحف الهندية

بانديرا ترتل ماونتن

محمية جبل السلاحف الهندية (لغة أوجيبوي: Mikinaakwajiwing) هي محمية تقع في شمال داكوتا الشمالية، الولايات المتحدة. إنها القاعدة الأرضية لفرقة جبل السلاحف لهنود تشيبيوا. تم إنشاء المحمية في عام 1882. يتكون سكان محمية جبل السلاحف الهندية من قبيلة أوجيبوي وشعوب ميتي.